# 托德·布罗斯特
托德·布罗斯特（英語：Todd Brost，1967年9月23日—），加拿大男子冰球运动员，场上位置是前锋。他曾代表加拿大国家队参加1992年冬季奥林匹克运动会冰球比赛，获得一枚银牌。